# روسفودوكانال
روسفودوكانال (بالروسية: OOO Росводоканал)‏ هي شركة روسية تتعامل مع مرافق المياه وإدارة المياه . يقع المقر الرئيسي للشركة في موسكو . الشركة جزء من مجموعة ألفا .

## روابط خارجية
- الموقع الرسمي